# Јасмина Митровић Марић
Јасмина Митровић Марић (Београд, 10. септембар 1965) српски је културолог, филолог и дипломата. У периоду од 2018. до 2023. године обављала је функцију амбасадорке Србије у Краљевини Данској.

## Биографија
Године 1980. је завршила Основну школу „Јован Поповић” у Београду, а 1984. и усмерено образовање на културолошком смеру Тринаесте београдске гимназије и стекла звање дипломирани организатор програма културних активности у позоришту, на филму, радију и телевизији. Године 1990. одбраном дипломског рада на тему „Епска песма и савремена српска драма - проблеми грађе и уметничке транспозиције на примеру драма Љубомира Симовића” је завршила основне студије на групи Југословенска књижевност и општа књижевност на Филолошком факултету Универзитета у Београду. Две деценије касније завршава и мастер студије на тему „Од историјске личности до епског јунака”. Докторирала је 2013. године на модулу Савремене студије културе на Филолошком факултету у Београду. Одбранила је докторску дисертацију на тему „Библиотека, школа, медији са освртом на синкретизам медијске слике, проблеме декодирања медијских порука, језика медија, медиологије, улоге библиотеке и школе у дигиталном добу и иновацијама у програмима и методологији наставе”.
Члан је, између осталог, Међународне научне комисије за електронске библиотеке и дигиталну хуманистику; Међународне научне комисије за словенске земље и културе на путу свиле (МСЦ); Управног одбора Културно-просветне заједнице Србије и Уметничког савета Међународног фестивала монодраме и пантомиме у Београду. Удата је за проф. мр Драгана Марића (1966) професора филмске и ТВ камере на Академији уметности у Београду и директора ДКЦБ са којим има два сина: Матију (1994) MD лекар са лиценцом, студент докторанд и Андрију (†1997-2013). Течно говори енглески језик.

## Научно-истраживачки рад (избор)
Године 1990. у издању Матице српске из Новог Сада у оквиру Летописа Матице српске излази њен рад „Куда ће жена које нема - наратор, форма, поезија у делу Ива Андрића”. Године 1997. за Факултет драмских уметности у Београду пише рад на тему „Како је Квентин Тарантино читао Аристотела - проблем три јединства у филму „Петпарачке приче””. Године 1998. је била приређивач две књиге за децу: књиге кратких прича „Тајни врт” Ходџсона, Бернета и Френсиса и „Оливер Твист” Чарлса Дикенса. Од 2000. до 2003. има своју колумну  „Камерографија” у магазину „Јефимија” у оквиру које су изашли њени текстови (избор): „Српска шифра”, „Све што је српско није ми страно”, „Симпсонови из комшилука”... Од 2002. до 2009. је била уредник монографије „Награда Браћа Карић”. Године 2003, у име коиздавача, била је један од уредника „Сабраних драма Александра Поповића” коју су издали Војно-издавачки завод и Карић фондација из Београда. Заједно са Небојшом Јовановићем била је 2004. године коуредник мултимедијалне монографије „Народне песме и игре Косова и Метохије” аутора Милоја Милојевића у издању Завода за уџбенике и наставна средства и Карић фондације из Београда.
Вукова задужбина из Београда је у часопису „Даница” из 2006. године објавила њен сепарат „Аматеризам: стратегија формирања публике”. Следеће године објављен је још један њен сепарат „Тапија у камену”. Године 2011. зборник „Дигитализација културне и научне баштине, универзитетски репозиторијум и учење на даљину” Филолошког факултета у Београду је, између осталих, уврстио у своју збирку и један њен сепарат. Она је поменути сепарат о разликама између традиционалног, линеарног и новог, дигиталног читања предавала на Међународном научном скупу о менаџменту у образовању. Исте године, у оквиру монографије „Песниче народа мог” о вишедеценијском покрету рецитатора и републичком такмичењу у области уметничког казивања поезије, посвећено је поглавље  амбасадорки Митровић-Марић и Студију за културу говора и уметничко рецитовање „Поетска радионица” чији је она идејни творац и дугогодишњи руководилац. У тексту је дат посебан нагласак њеном педагошком раду на простору целе земље.
Часопис Друштва за српски језик и књижевност „Интердисиплинарност и мултимедијални приступ настави” објављује један од њених сепарата 2012. године. Исте године је Годишњак Факултета за културу и медије Универзитета Мегатренд у Београду објавио њен научни рад на тему „Линерано и дигитално читање”. Зборник радова са Међународног научног симпозијума „Српска књижевност и Први светски рат” 2015. године објављује њен научно-истраживачки рад на тему „Велики рат капетана Манојла и редова Танаска - поуке и поруке”. Зборник је издао Андрићев институт у Вишеграду, БиХ. Исте године је била и коуредник издања „Два века Таковског устанка”. Године 2018. магазин „Стефанос”, научни журнал „Електронски пројекат” и Филолошки факултет Московског државног универзитета „М.В.Ломоносв”, Руска Федерација заједнички објављују њен рад „Графема и пиксел: култура читања у дигиталном добу”.
Године 2019. на Међународном научном симпозијуму у Копенхагену (Краљевина Данска), излаже научни сепарат „Затварање кругова од древног Пута свиле до Иницијативе Појас и пут - савремени вредносни системи као последица културолошких и социолошких утицаја на Путу свиле“. По позиву 2020. године, као специјални гост-научник, приређује мултимедијални научни сепарат „ Да ли је медицина постала нова религија: мали разговори са Ернестом Сабатом - доктори од „Часа анатомије проф. Николаса Тулпа” до поп арта и индустрије забаве”, међународни симпозијум хемо-онколога, Фленсбург, Немачка

## Каријера – новинарска, научна, политичка
Од 1987. до 1994. је била уредник на ТВ Политика. Прво је уређивала и водила јутарњи програм, а потом и програм за културу. У то време је била аутор и редитељ неколико документарних филмова и ток-шоу пројеката.
Од 1992. до 1993. је предавала српски језик и књижевност са експерименталним програмом медијске писмености и културе говора у ОШ „Милош Црњански” у Београду. Од 1994. до 2001. је била уредник за културу, образовање и специјалне емисије на РТВ БК Телеком. На том каналу је била и водитељ информативне емисије „БК Парламент” када је са гостима и публиком уживо разговарала о социолошким феноменима. Од 2001. до 2012. године била је директорка Карић фондације.
Од 2001. до 2004. године била је предавач на предмету Култура говора и пословна комуникација на Факултету за предузетни менаџмент Факултета техничких наука у Новом Саду. Покрет снага Србије (ПСС) је 2004. године кандидује за грдоначелника Београда. На Зимском семинару професора језика и књижевности основних и средњих школа у заједничкој организацији Филолошког факултета у Београду и Друштва за српски језик и књижевност 2012. године је одржала стручно предавање „Интердисциплинарност и мултимедијални приступ настави”.
Од 2012. до 2017. је била саветница председника Републике Србије Томислава Николића. Од 2013. до 2018. је била председник Надзорног одбора „Политика АД” и члан Организационог одбора Шеснаестог међународног конграса слависта. До децембра 2017. је била одборник у београдској скупштини и председник Комисије за споменике и називе тргова и улица Града Београда.
Године 2014. је у Андрићевом институту у Вишеграду, у оквиру Међународног симпозијума „Српска књижевност и Први светски рат” одржала стручно предавање на тему „Велики рат капетана Манојла и редова Танаска - поуке и поруке”. Следеће године је у Загребу у организацији Митрополије загребачко-љубљанске СПЦ у Хрватском народном позоришту у Загребу, одржала научноесејистичку беседу на тему „О учености и просвећености, поученија Светога Саве” у оквиру академије „Два века од оснивања Српске школе у Загребу”.
Године 2017. је докторандима на модулу Култура Филолошког факултета у Београду одржала предавање и радионицу на тему „Косово између мита и стварности или „Не дај вуку овце на чување”. Године 2018. је постала члан Међународне комисије за електронске библиотеке и дигиталну хуманистику која броји 61 члана из 15 држава, као и Међународне научне комисије за словенске земље и културе на путу свиле.
Мандат у Комисијама траје до 2023. године, односно до новог светског славистичког конгреса за који припрема научни сепарат.
Године 2018. је постављена за амбасадора у Данској, где остаје на функцији до 2023. године.

## Награде и признања (избор)
Амбасадорка Митровић-Марић је носилац бројних награда и признања. Године 1984. је победила на републичком „Песниче народа мог” (Србија), а потом и на државном такмичењу у уметничком рецитовању „Гораново пролеће” (СФРЈ). Исте године добија Октобарску награду Града Београда у категорији ученика и студената за ширење културе говора и уметничко рецитовање. За есеј „Куда ће жена које нема - наратор, форма, поезија у делу Ива Андрића” је 1990. године Матица српска из Новог Сада је награђује престижном наградом „Бранко Миљковић”.
На Мартовском фестивалу 1993. (у то време Фестивал југословенског документарног и краткометражног филма, један од најугледнијих у Европи) осваја награду за режију у категорији ТВ остварења за документарни филм „Катарза пре и после” у продукцији ТВ Политика. И наредне године осваја награду за режију за документарни филм „Луталице и сањари” у продукцији исте телевизије.
За допринос од националног значаја у култури и образовању је 2000. године добила Златну значку Културно-просветне заједнице Србије. За трајни допринос култури Београда је 2012. године добила Златни беочуг Културно-просветне заједнице Београда.